# Pont de Branko
Le pont de Branko (en serbe cyrillique Бранков мост et en serbe translittéré Brankov most) est le second pont par sa largeur (après celui de Gazela) de Belgrade, la capitale de la Serbie. Il traverse la Save et relie le centre-ville à la municipalité de Novi Beograd.

## Présentation

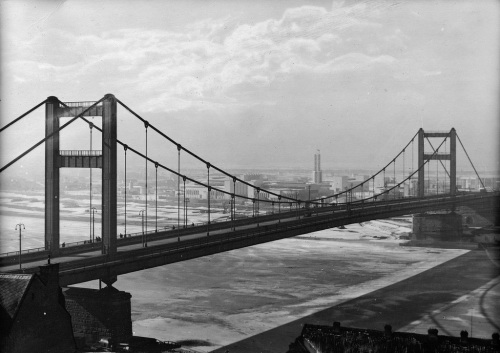
L'ancien pont du Roi-Alexandre-Ier

Le pont a été construit en 1957 en remplacement du pont Alexandre-Ier détruit en 1941.
Conçu comme une route express à trois voies, il est en fait composé de deux ouvrages séparés, dont le second a été terminé en 1979. Il fait 451 m de long et repose sur un coffrage en acier d'un seul tenant, avec une travée centrale de 261 m et des travées latérales de 81,5 m chacune. Il est emprunté chaque jour par environ 90 000 véhicules et les encombrements y sont fréquents.
Le nom officiel, au temps de la république fédérative socialiste de Yougoslavie, était « pont de la fraternité et de l'unité » (Most bratstva i jedinstva), mais les Belgradois ne l'ont jamais adopté. Il fut surnommé le « pont de la rue Branko » (d'après le poète romantique serbe Branko Radičević) ou encore « pont de la Save » ("Savski most"). Lorsque le poète Branko Ćopić se suicida en sautant du pont en 1984, le nom de « pont de Branko » commença à se répandre sans que l'on sache très précisément à quel Branko il se référait,.